# Ferreira de Castro
José Maria Ferreira de Castro (n. 24 mai 1898, Oliveira de Azeméis, Portugalia, d. 29 iunie 1974, Vale de Cambra, Portugalia) a fost un scriitor și jurnalist portughez, unul din precursorii neorealismului în literatura universală. Este unul din scriitorii portughezi cu opere traduse în toată lumea, ale cărui scrieri abordează aspecte sociale și ideologice.

## Biografie
Născut în Portugalia, la Oliveira de Azeméis, emigrează la vârsta de 12 ani în Brazilia, unde muncește timp de patru ani pe plantația de cauciuc Paraiso, în jungla amazoniană, pe malul râului Madeira. După ce părăsește plantația, trăiește în cea mai neagră mizerie, schimbând numeroase slujbe: copist, marinar pe Amazon, etc. Publică primul său roman, Criminoso por ambição, în 1916, la vârsta de 18 ani, urmat de încă două romane, în același an: Alma Lusitana și Rugas Sociais. Munca pe plantația de cauciuc va fi sursa de inspirație a celui mai cunoscut roman al său, A Selva (1930, Pădurea virgină), ecranizat în 2002. Se reîntoarce în Portugalia în 1919 și începe să lucreze ca jurnalist, pentru început ca redactor la ziarul O Século, apoi ca director al ziarului O Diabo, fiind un cunoscut opozant al lui António de Oliveira Salazar. În 1925 devine membru al Sindicatului Profesioniștilor de Presă din Lisabona, și este ales președinte al acestuia, în 1926. În 1938 se căsătorește cu pictorița de naționalitate spaniolă Elena Muriel. Ca jurnalist, călătorește mult în toată lumea. Pe lângă activitatea jurnalistică, scrie numeroase romane și literatură de călătorie: A Volta ao Mundo, în care relatează călătoriile sale în jurul lumii la începutul celui de al Doilea Război Mondial, As Maravilhas Artísticas do Mundo (Vol I - 1959, Vol II - 1963), etc. În 1962, este ales președinte al Societății Portugheze a Scriitorilor. Se stinge din viață în 1974, ca urmare a unui accident vascular cerebral, la Vale de Cambra, în Portugalia.

## Opere
- Criminoso por Ambição (1916)
- Alma Lusitana (1916)
- Rugas Sociais (1916)
- Mas... (1921)
- O voo das Trevas (1927)
- Emigrantes (1928)
- A Selva (1930)
- Eternidade (1933)
- Terra Fria (1934
- Sim, uma Dúvida Basta (1934)
- O intervalo (1936)
- Pequenos Mundos, Velhas Civilizações (1937)
- A Volta ao Mundo (1940 e 1944)
- A tempestade (1945)
- A Lã e a Neve (1947)
- A Curva na Estrada (1950)
- A Missão (1954)
- As Maravilhas Artísticas do Mundo (Vol I), 1959)
- As Maravilhas Artísticas do Mundo (Vol II), 1963)
- O Instinto Supremo (1968)
- Os Fragmentos (1968)

## Opere traduse în limba română
- Pădurea virgină (A Selva), roman, traducere de Al. Popescu-Telega, București, Editura Gorjan, 1944
- Oile Domnului (A Lã e a Neve), roman, traducere de Dan Botta, Editura de Stat pentru Literatură și Artă, 1955
- Emigranții (Emigrantes), roman, traducere de Ion Radu, București, Editura Univers, 1982

## Ecranizări
- Terra fria, coproducție Portugalia-Spania-Franța, 1992, regia: António Campos
- Eternidade, coproducție Brazilia-Portugalia, 1995, regia: Quirino Simões
- A selva / The Forest (Pădurea virgină), coproducție Portugalia-Brazilia-Spania, 2002, regia: Leonel Vieira (Globul de aur - 2003)